# Морсилья (коммуна)
Морсилья (фр. Morsiglia, корс. Mursiglia) — коммуна во Франции, находится в регионе Корсика. Департамент коммуны — Верхняя Корсика. Входит в состав кантона Кап-Корс. Округ коммуны — Бастия.
Код INSEE коммуны — 2B170.

## Население
Население коммуны на 2008 год составляло 146 человек.
| 1962 | 1968 | 1975 | 1982 | 1990 | 1999 | 2008 |
| ---- | ---- | ---- | ---- | ---- | ---- | ---- |
| 107  | 137  | 125  | 119  | 110  | 123  | 146  |

## Экономика
В 2007 году среди 85 человек в трудоспособном возрасте (15—64 лет) 51 были экономически активными, 34 — неактивными (показатель активности — 60,0 %, в 1999 году было 58,2 %). Из 51 активных работали 43 человека (29 мужчин и 14 женщин), безработных было 8 (4 мужчины и 4 женщины). Среди 34 неактивных 3 человека были учениками или студентами, 13 — пенсионерами, 18 были неактивными по другим причинам.

## Фотогалерея

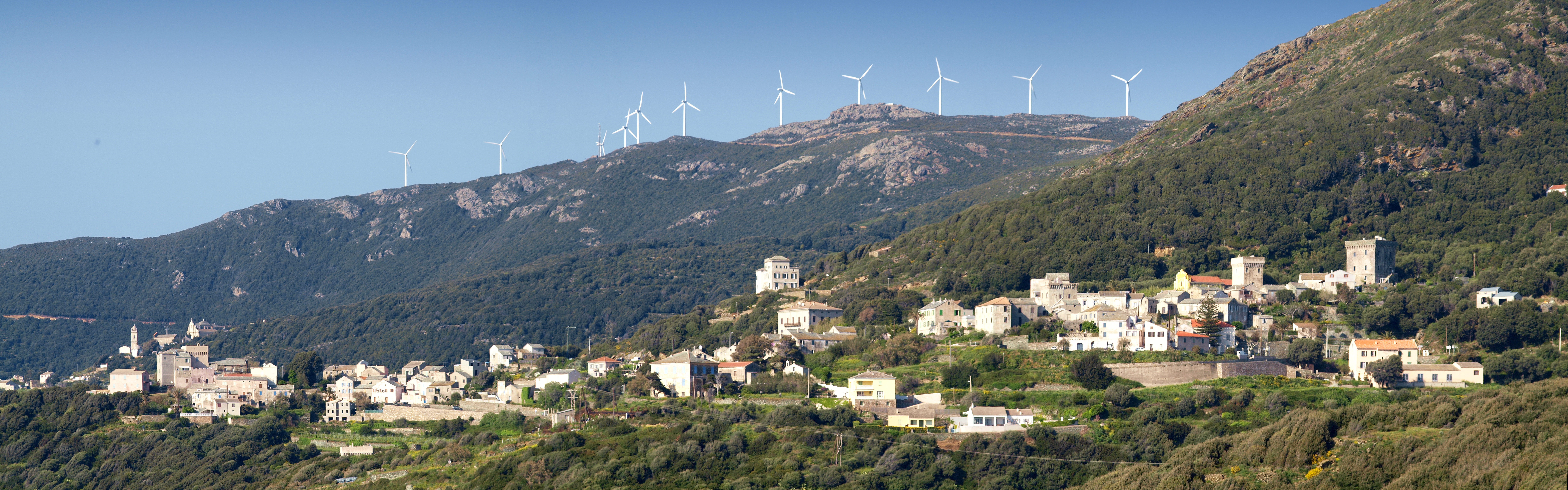
Морсилья
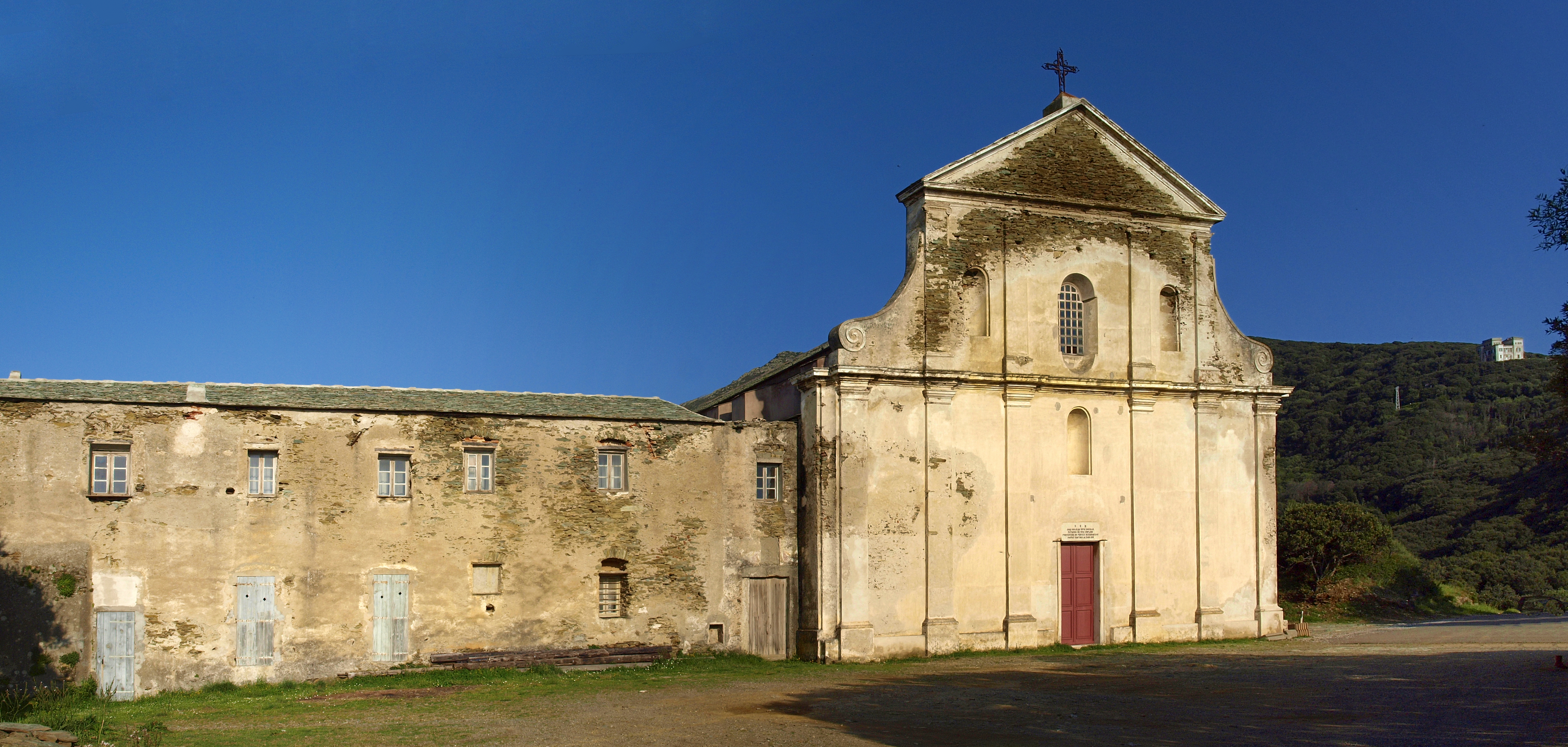
Монастырь Благовещения
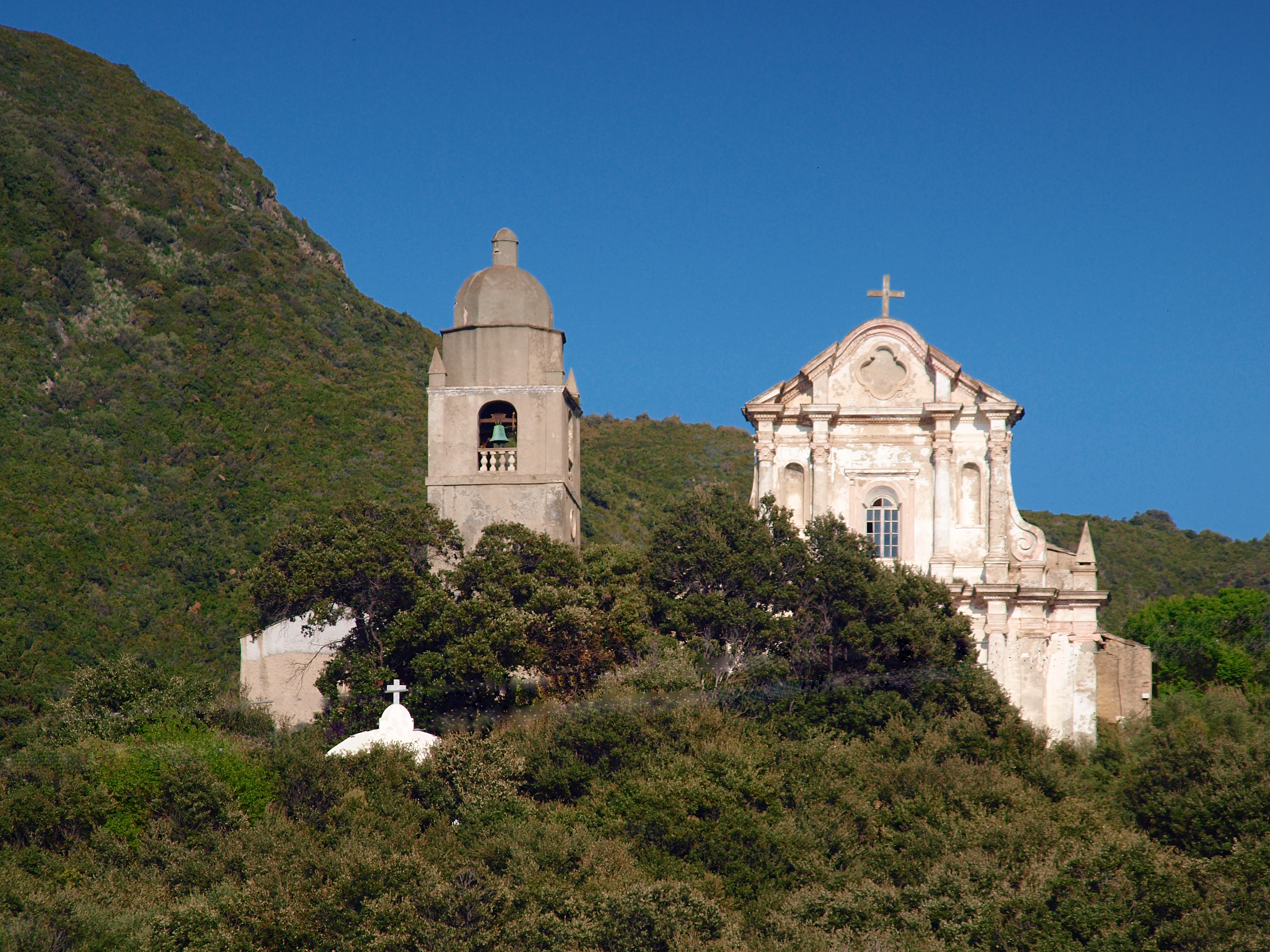
Церковь св. Киприана
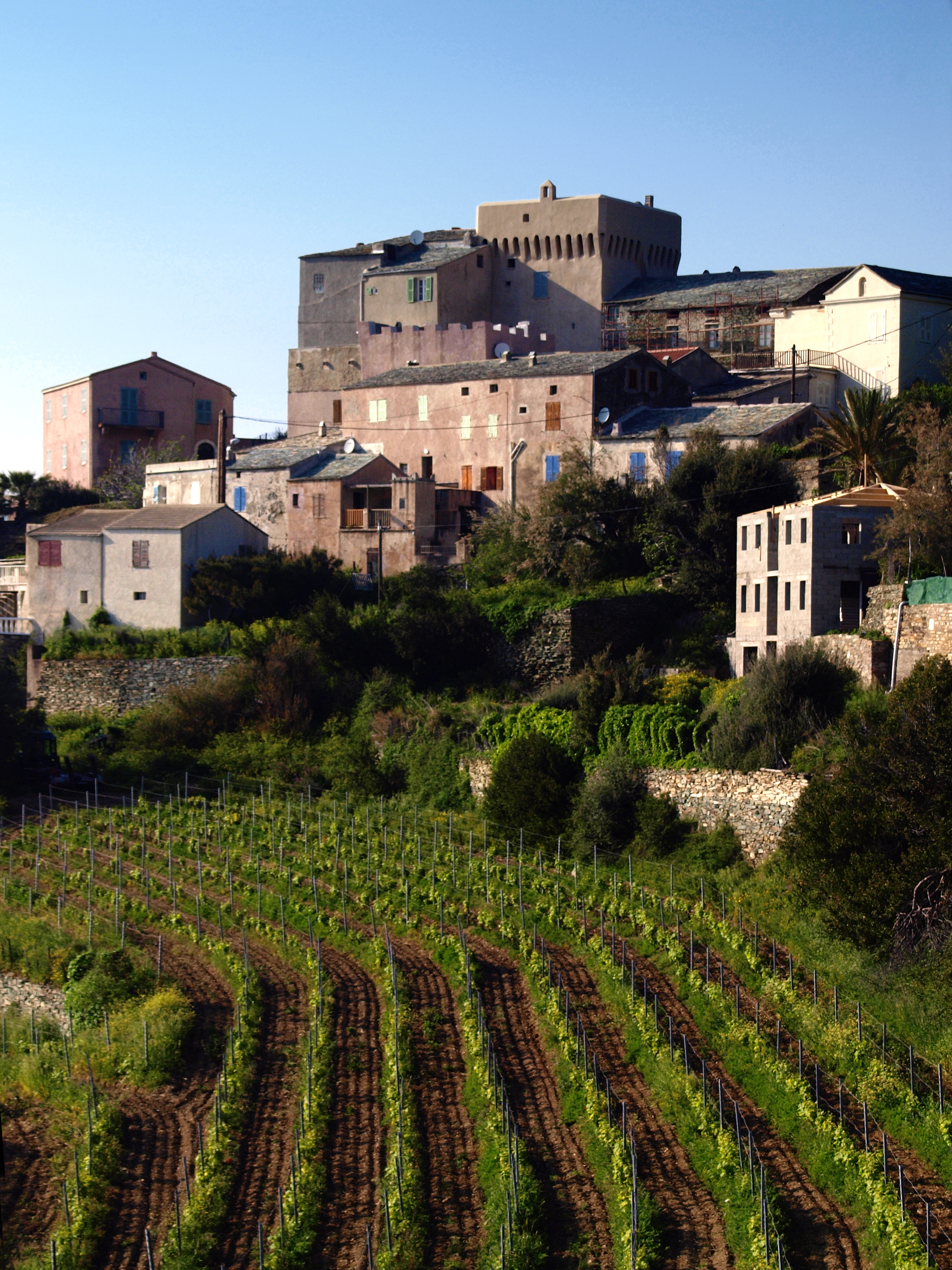
Виноградники